# Maurice Augières

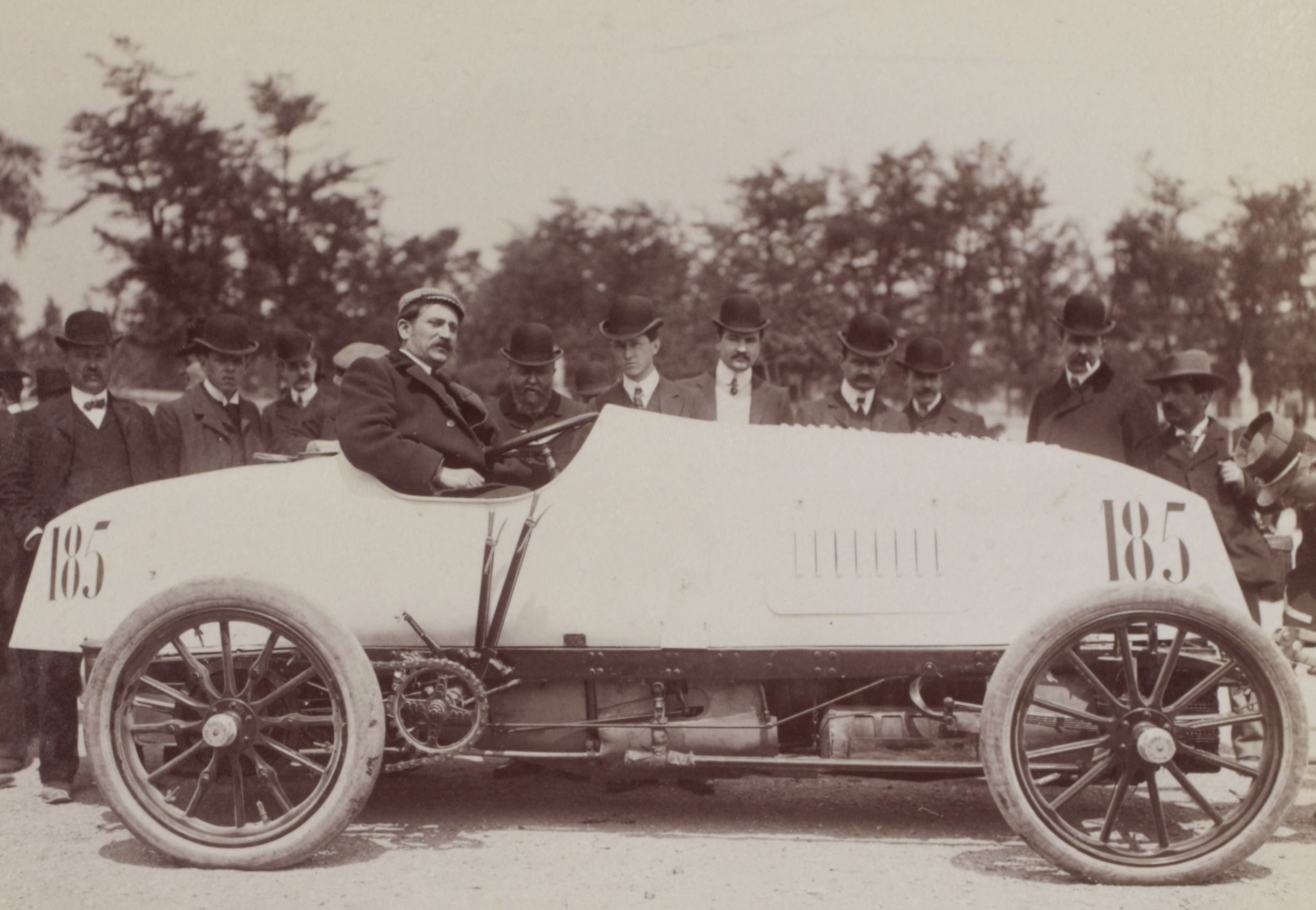
Maurice Augières sur Mors au départ du Paris-Madrid 1903.

Maurice Augières était un pilote automobile belge, détenteur durant huit mois du record du monde de vitesse terrestre dans les années 1900.

## Biographie
Le 17 novembre 1902 à Dourdan, il porta ce record à 124,13 km/h, sur une Mors Z Paris-Vienne à pétrole; 12 jours plus tôt et en ce même lieu, Henri Fournier avait réalisé, toujours sur Mors 60HP (4 cylindres de 9 232 cm3), 123,28 km/h, et en novembre 1903 son compatriote Arthur Duray y obtint 136,36 km/h, cette fois sur une Gobron-Brillié Paris-Madrid. Il remporta aussi le record mondial du mile à Dourdan en 1902, en 46" soit 125,924 km/h.
Augières participa également au Paris-Vienne en juin 1902 (26e) et au Circuit des Ardennes le mois suivant (14e), puis au Paris-Madrid en mai 1903 (16e sur Mors Z), et enfin à la Coupe Gordon Bennett en 1904 (en) (abandon, cette fois sur Pipe de la Compagnie Belge de Construction Automobile, ou RVCCB, des frères Alfred et Victor Goldschmidt, Pipe étant alors également représenté par ses compatriotes Pierre de Crawhez et Lucien Hautvast -6e-).